# Distretto di Baohe
Il distretto di Baohe (包河区S, Bāohé QūP) è un distretto della Cina, situato nella provincia dell'Anhui.